# Средний Баскунчак
Средний Баскунчак — посёлок в Ахтубинском районе Астраханской области, входит в состав муниципального образования «Посёлок Нижний Баскунчак».

## География
Посёлок находится на левом берегу реки Волги, рядом c озером Баскунчак. К югу от посёлка — выработанный карьер.
Улицы: Буденного, Героев Панфиловцев, Коммунистическая, Космонавтов, Маяковского, Мира, Молодой Гвардии

## История
В 1969 г. указом президиума ВС РСФСР поселок гипсового завода переименован в Средний Баскунчак.

## Население
| 2002 | 2010 |
| ---- | ---- |
| 390  | ↘365 |

Национальный и гендерный состав
По данным Всероссийской переписи, в 2010 году численность населения посёлка составляла 365 человек (166 мужчин и 199 женщин). Согласно результатам переписи 2002 года, в национальной структуре населения русские составляли 56 %, казахи 37 %.

## Инфраструктура
Посёлок работников завода "KNAUF Гипс Баскунчак"